# Peridermbaum

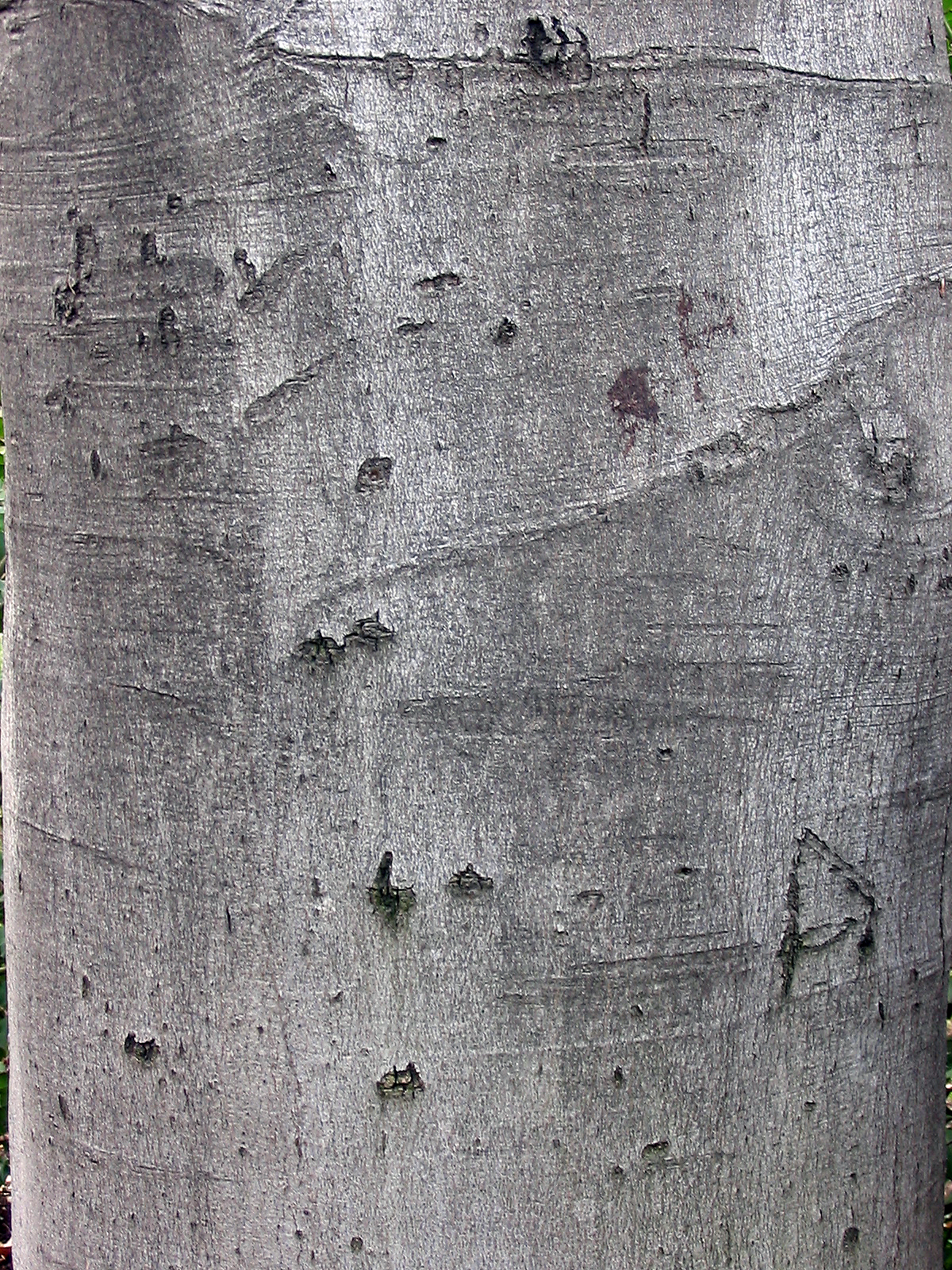
Rinde der Rotbuche (Fagus sylvatica)

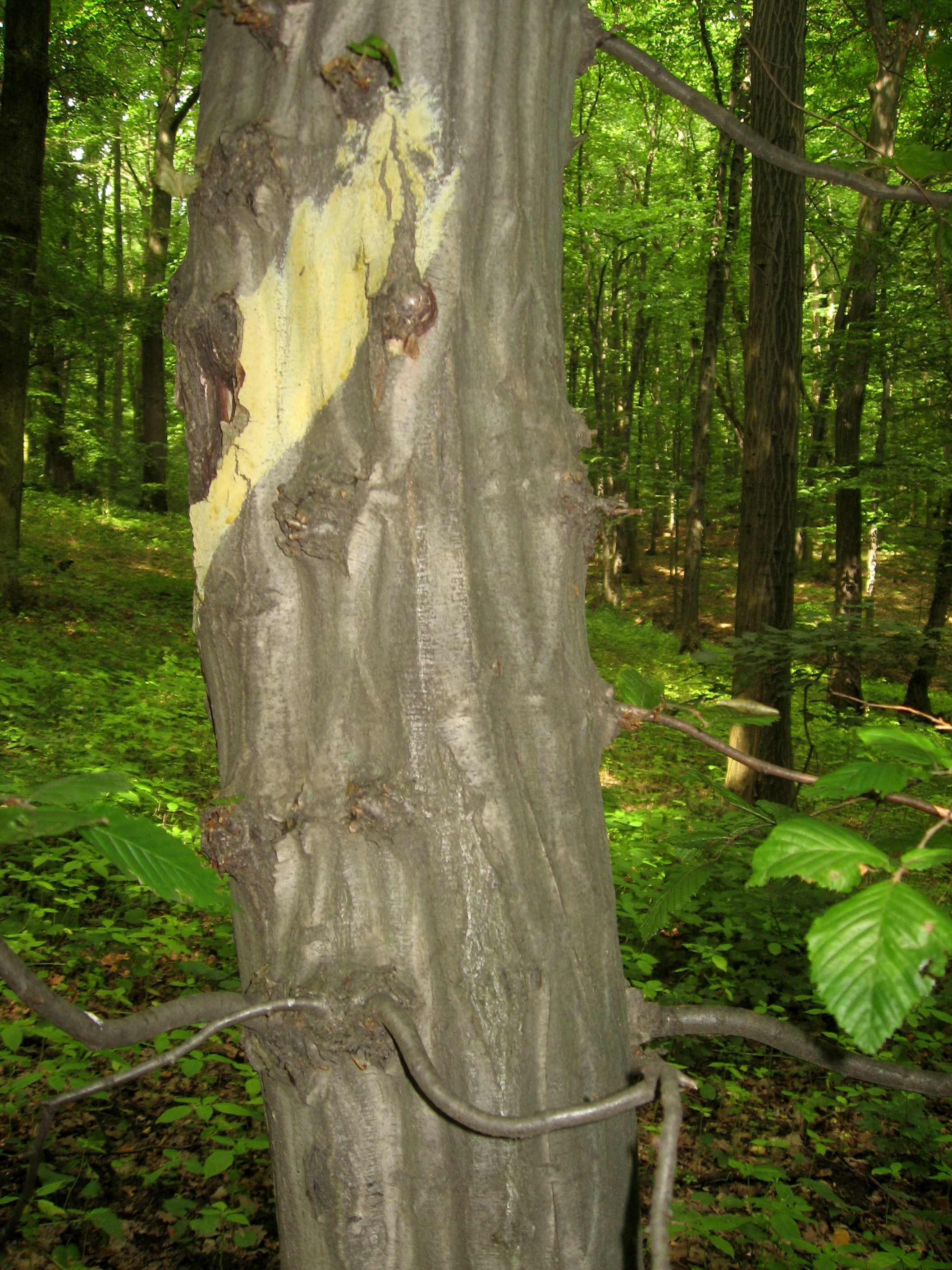
Rinde der Hainbuche (Carpinus betulus)

Ein Peridermbaum oder Rindenbaum ist ein Baum oder Strauch, bei dem das erste Korkgewebe, das die Epidermis des Sprosses ersetzt, erhalten bleibt und nicht abstirbt. Eine Borkenbildung unterbleibt. 
Beispiele für Gattungen und Arten, die zu den Peridermbäumen gezählt werden, sind:
- Hainbuchen (Carpinus)
- Hasel (Corylus)
- Buchen (Fagus)
- Goldregen (Laburnum)
- Johannisbeeren (Ribes)
- Eberesche (Sorbus aucuparia)

## Nachweise
- Schütt, Schuck, Stimm: Lexikon der Baum- und Straucharten. Nikol, Hamburg 2002, ISBN 3-933203-53-8, S. 328.